# Basananthe subsessilicarpa
Basananthe subsessilicarpa je biljka iz porodice Passifloraceae, roda Basananthe. Nema sinonima za ovu biljku.
Raste u Keniji, u sjeveroistočnoj provinciji, okrugu Wajiru, kod katoličke misije.

## Vanjske poveznice
- Basananthe na Germplasm Resources Information Network (GRIN)  Arhivirana inačica izvorne stranice od 5. svibnja 2009. (Wayback Machine), SAD-ov odjel za poljodjelstvo, služba za poljodjelska istraživanja.